# Magosternarchus
Magosternarchus és un gènere de peixos pertanyent a la família dels apteronòtids.

## Descripció
- Cos comprimit lateralment, de color blanc rosaci a translúcid i amb un nombre variable de cromatòfors de color marró grisenc a negre als costats superiors del cos.
- Els cromatòfors es concentren més a la línia mitjana dorsal, tot i que també n'hi ha (disposats verticalment) en el teixit connectiu dels músculs de l'aleta anal.
- Tenen grans mandíbules i nombroses dents còniques.
- El marge dorsal de l'opercle és força còncau.
- Ulls petits i col·locats a la part superior del cap.
- Aleta anal llarga, caudal petita i sense dorsals ni pelvianes.
- Presenten petits punts lluminosos formats per grups de cèl·lules electrosensorials sobre l'esquena.
- Són capaços de produir descàrregues contínues elèctriques febles, les quals són emprades per a electrolocalització i electrocomunicació.[4][5]

## Alimentació
Són depredadors bentònics especialitzats a mossegar les cues d'altres gimnotiformes.

## Distribució geogràfica
Es troba a Sud-amèrica: ambdues espècies viuen a la conca del riu Amazones.

## Taxonomia
- Magosternarchus duccis (Lundberg, Cox Fernandes & Albert, 1996)[10]
- Magosternarchus raptor (Lundberg, Cox Fernandes & Albert, 1996)[10][11][12][13][14][15][16]